# Kunratice u Cvikova
Kunratice u Cvikova (německy Kunnersdorf) jsou obec v okrese Česká Lípa v Libereckém kraji. Leží na jižním podhůří Lužických hor, v údolí říčky Svitavky, tři kilometry východně od Cvikova, v nadmořské výšce 318 metrů. Obec leží na silnici I/13, která ji překračuje viaduktem. Žije zde 635 obyvatel.

## Historie

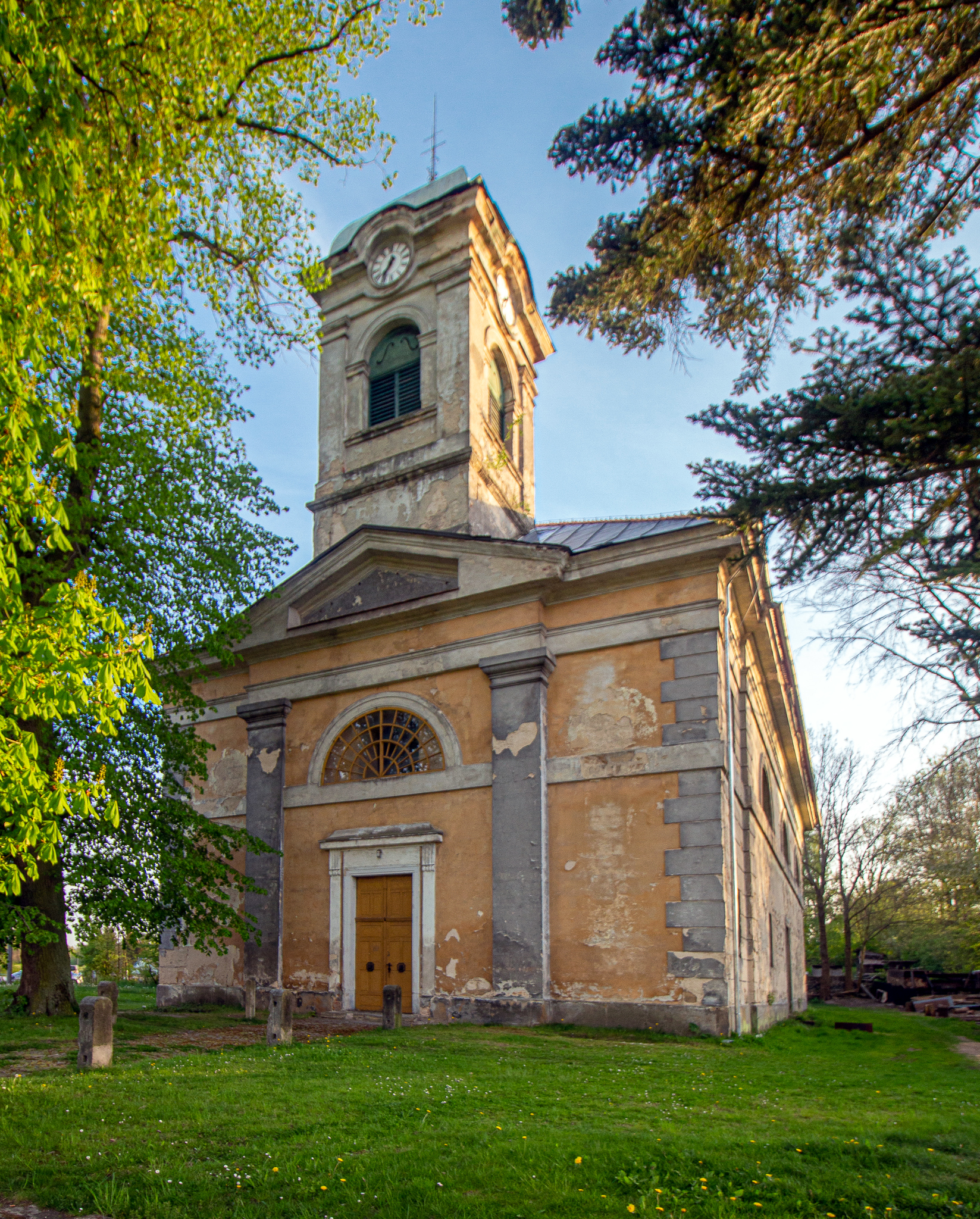
Kunratický kostel Povýšení svatého Kříže

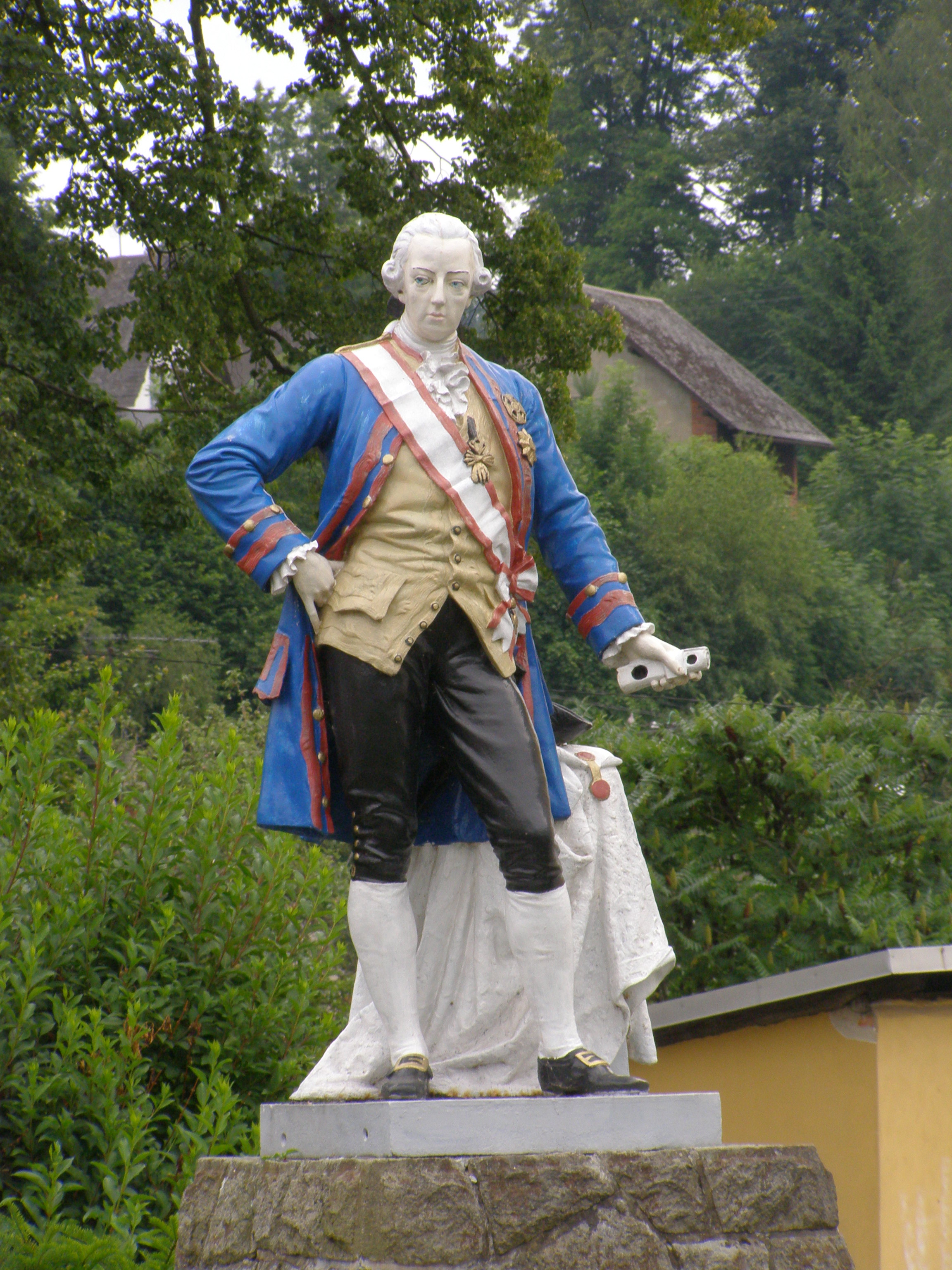
Pomník císaře Josefa II. v Kunraticích

První písemná zmínka o existenci obce pochází z roku 1296, zdejší pohraniční osídlení vzniklo z popudu Přemyslovců. Připomínány jsou i roku  1352 jako Konradova ves (Conradi villa), majitelem či lokátorem byl tedy jakýsi Konrád.
Majitelem obce byl od roku 1358 rytíř Hanuš Pancíř z rodu Pancířů ze Smojna a v té době zde existoval farní kostel a na Zámeckém vrchu tvrz či věž. Obojí pobořili husité. Z tvrze, kde rytíř Pancíř sídlil, zbyl jen zbytek příkopu. 
Po Pancířovi kraj získal rod Berků z Dubé a začlenil jej pod milštejnské panství. Spolu s ním se pak stalo roku 1502 částí zákupského panství, a to až do 19. století.
V 18. století se obyvatelé živili zemědělstvím, domácí výrobou látek a obchodem se lnem. Postupně mnozí dojížděli do práce do sousedního Cvikova.
V roce 1882 z vděčnosti a v upomínku na lidového císaře a humanistu Josefa II. občané zakoupili z dobrovolných příspěvků sochu Josefa II. a slavnostně ji umístili na podstavec u základní školy, kde stojí dodnes. V letech 1980-1992 byla dočasně uložena v Okresním muzeu v České Lípě (dnešní Vlastivědné muzeum a galerie v České Lípě).

## Obyvatelstvo
| Rok            | 1869  | 1880  | 1890  | 1900  | 1910  | 1921  | 1930  | 1950 | 1961 | 1970 | 1980 | 1991 | 2001 | 2011 | 2021 |
| -------------- | ----- | ----- | ----- | ----- | ----- | ----- | ----- | ---- | ---- | ---- | ---- | ---- | ---- | ---- | ---- |
| Počet obyvatel | 2 164 | 2 255 | 2 018 | 1 943 | 1 957 | 1 640 | 1 572 | 703  | 693  | 685  | 619  | 483  | 535  | 592  | 598  |
| Počet domů     | 347   | 369   | 379   | 382   | 386   | 386   | 384   | 272  | 176  | 167  | 153  | 189  | 195  | 208  | 235  |

## Obecní správa
Mezi lety 1869–1980 Kunratice u Cvikova byly obcí v okrese Německé Jablonné (v letech 1869–1890 Jablonné) (1869–1930), poté v okrese Nový Bor (1950) a později opět v okrese Česká Lípa. Od 1. ledna 1981 do 30. června 1990 patřily jako část města k Cvikovu a od 1. července 1990 jsou opět samostatnou obcí.

### Obecní symboly
Znak a vlajka byly obci uděleny rozhodnutím předsedy Poslanecké sněmovny Parlamentu České republiky dne 9. prosince 2002.

## Pamětihodnosti
- Kamenný most přes Svitavku, který byl v roce 1993 opraven a byla na něm zrestaurována i socha svatého Jana Nepomuckého z konce 18. století.
- Kostel Povýšení svatého Kříže, postavený v letech 1832 až 1833 v empírovém stylu na místě původního kostela.
- Morový sloup postavený na památku epidemie moru z roku 1680.
- Socha císaře Josefa II.

## Zajímavosti v okolí

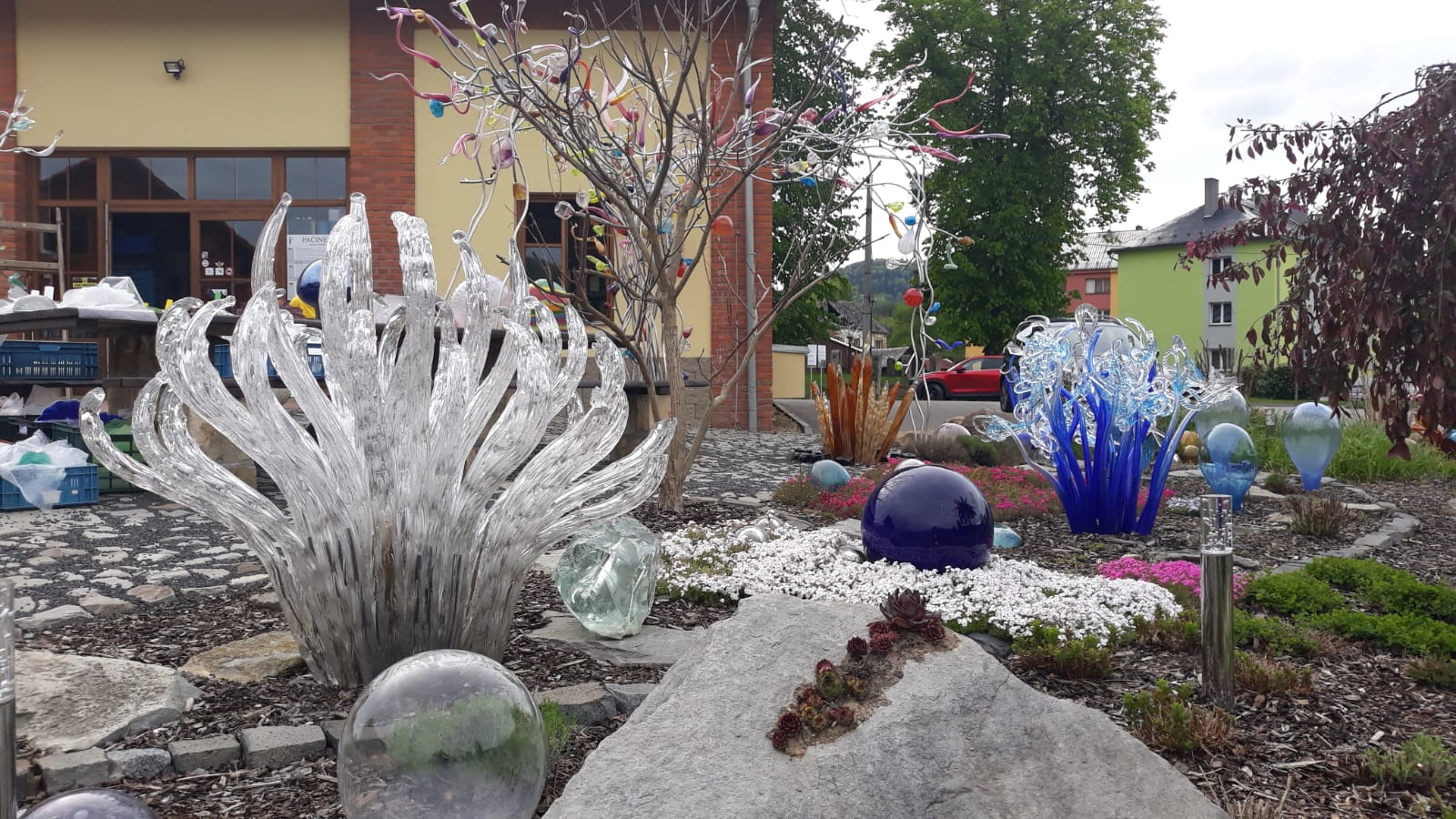
Skleněná zahrada u sklárny J. Pačinek

Zhruba 1,5 kilometru jižně od obce se nachází památkově chráněná Skála smrti. Na stěně patnáct metrů vysoké pískovcové skály dva místní občané na počátku 20. století vytesali reliéf rytíře na koni a padající dívky. Obraz je odrazem pověsti o zlém rytíři Kunovi.
V letech 1905–1973 fungovala v Kunraticích stanice železniční trati Svor - Jablonné v Podještědí; poté byla trať zrušena, ruina stanice však stojí dodnes na západním okraji obce.
Na katastrálním území Kunratice u Cvikova je několik kopců – Dubina (467 metrů), Kovářský vrch (461 metrů), Klobouk (398 metrů), Dubova hora (432 metrů) a Skřivánek (383 metrů). Jsou řazeny do Cvikovské pahorkatiny.

## Sklářská huť
Od roku 2015 je v obci na místě bývalé opravárenské dílny v provozu sklářská huť uměleckého skláře Jiřího Pačinka. V huti i v místním kostele Povýšení svatého Kříže jsou vystaveny ukázky z produkce této hutě. Nejrozsáhlejší expozicí uměleckého skla v obci pak je „Skleněná zahrada“ v areálu sklárny.

## Chráněná příroda
Na území obce zasahuje Chráněná krajinná oblast Lužické hory. Do katastru obce patří přírodní památka Dutý kámen. Severně od obce na území CHKO Lužické hory se nachází menší skalní město, kterému se přezdívá „Kunratické Švýcarsko“.

## Společenský život
[potřebuje aktualizovat]
Fotbalový tým mužů zakončil sezonu 2010/2011 v II. třídě okresu Česká Lípa na posledním sestupovém místě čtrnáctičlenné tabulky a sestoupil.Soutěž III. třídy tým ukončil v červnu 2012 na místě čtvrtém.

## Galerie

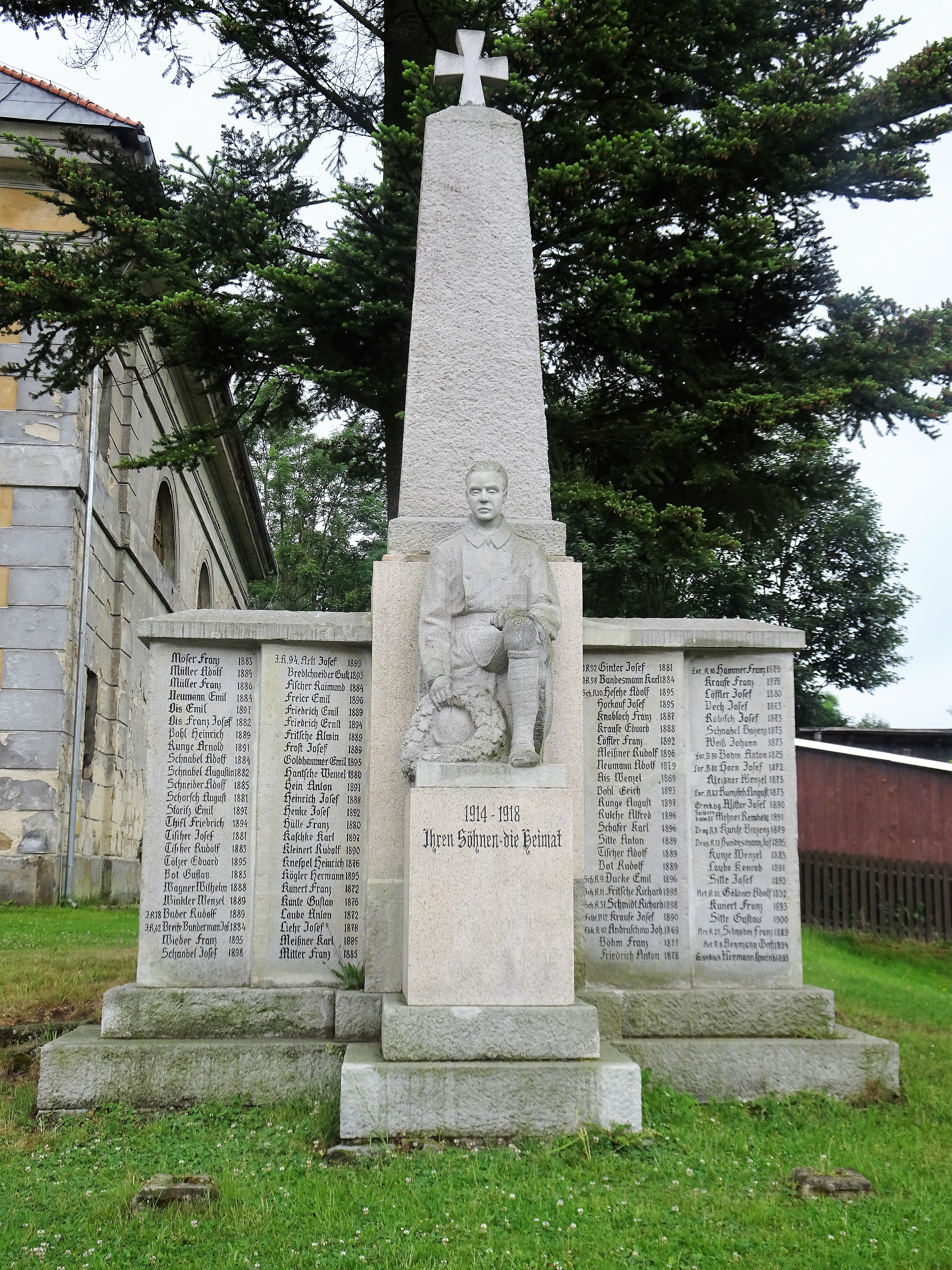
Pomník obětem první světové války
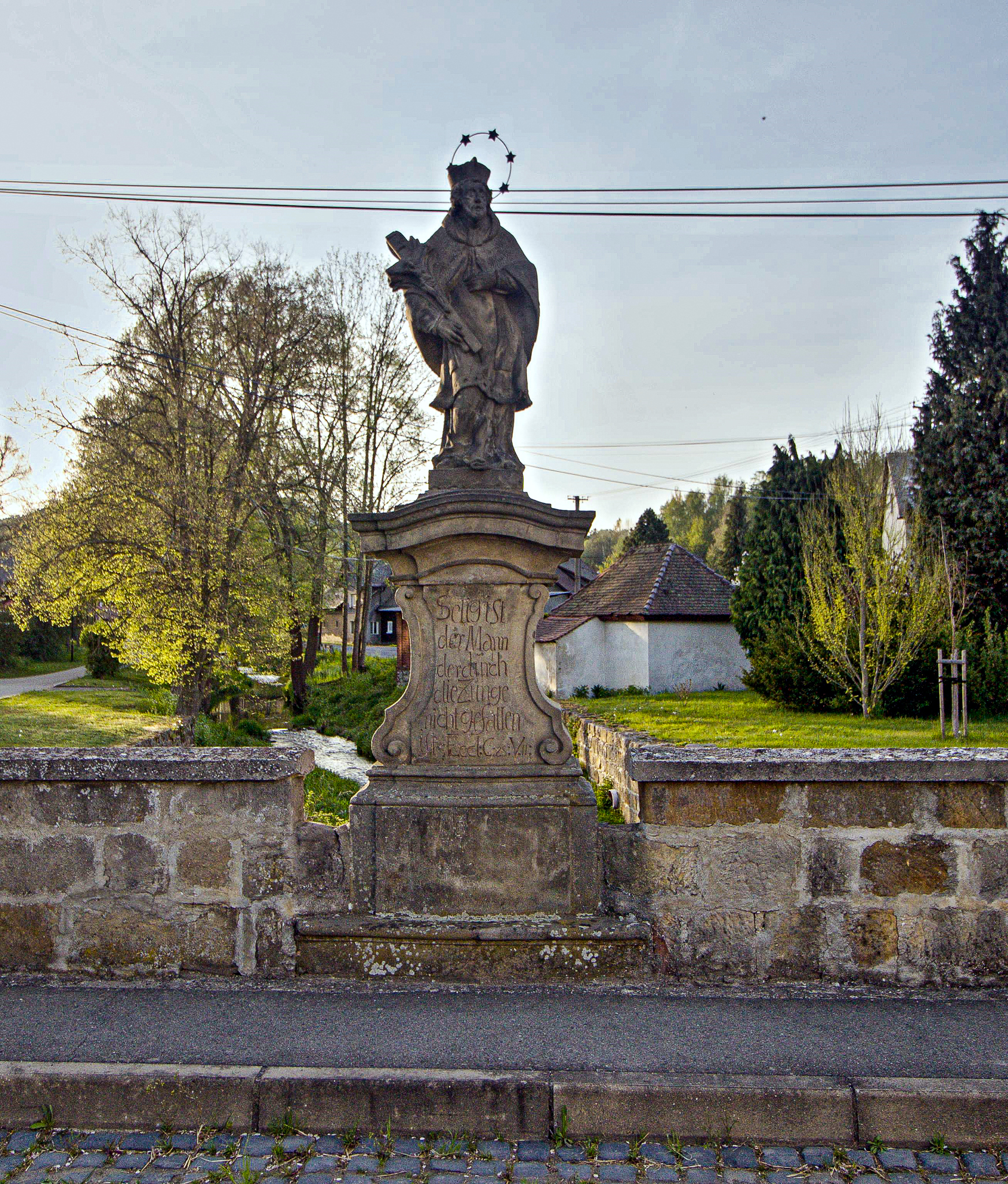
Socha svatého Jana Nepomuckého na mostě přes Svitavku
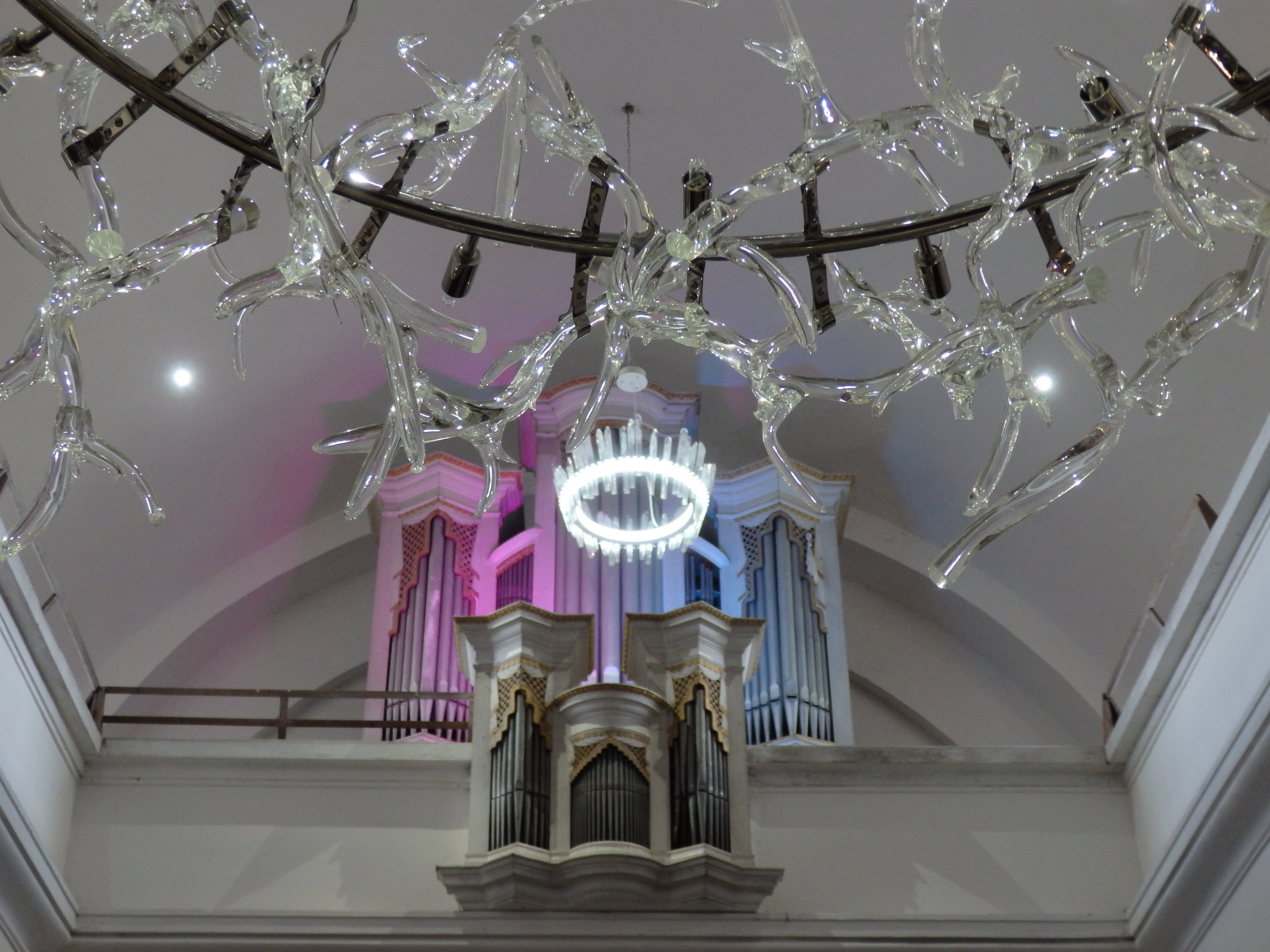
Interiér kostela Povýšení svatého Kříže s expozicí sklárny J. Pačinek
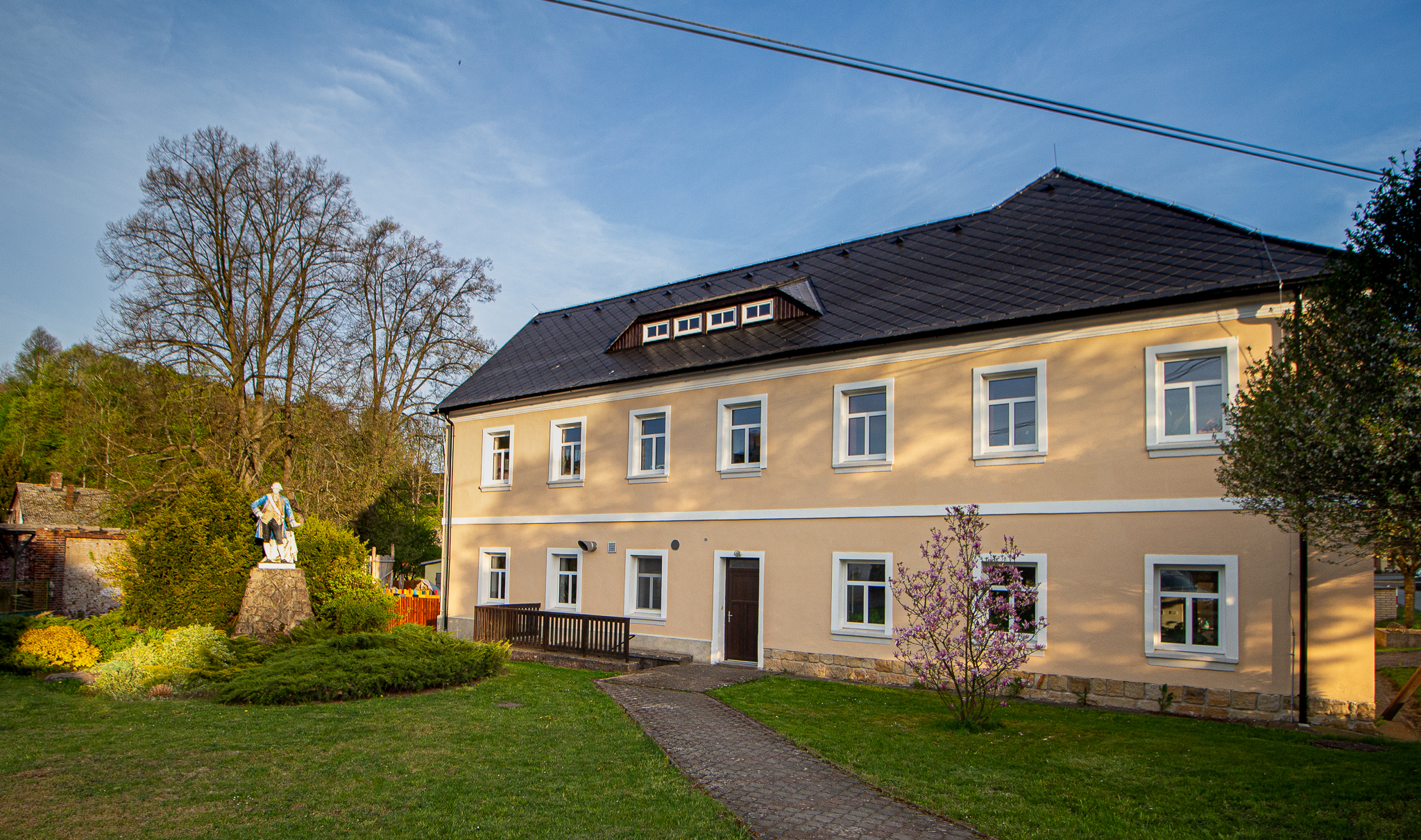
Sochou císaře Josefa II. před Základní a mateřskou školou Cvikov
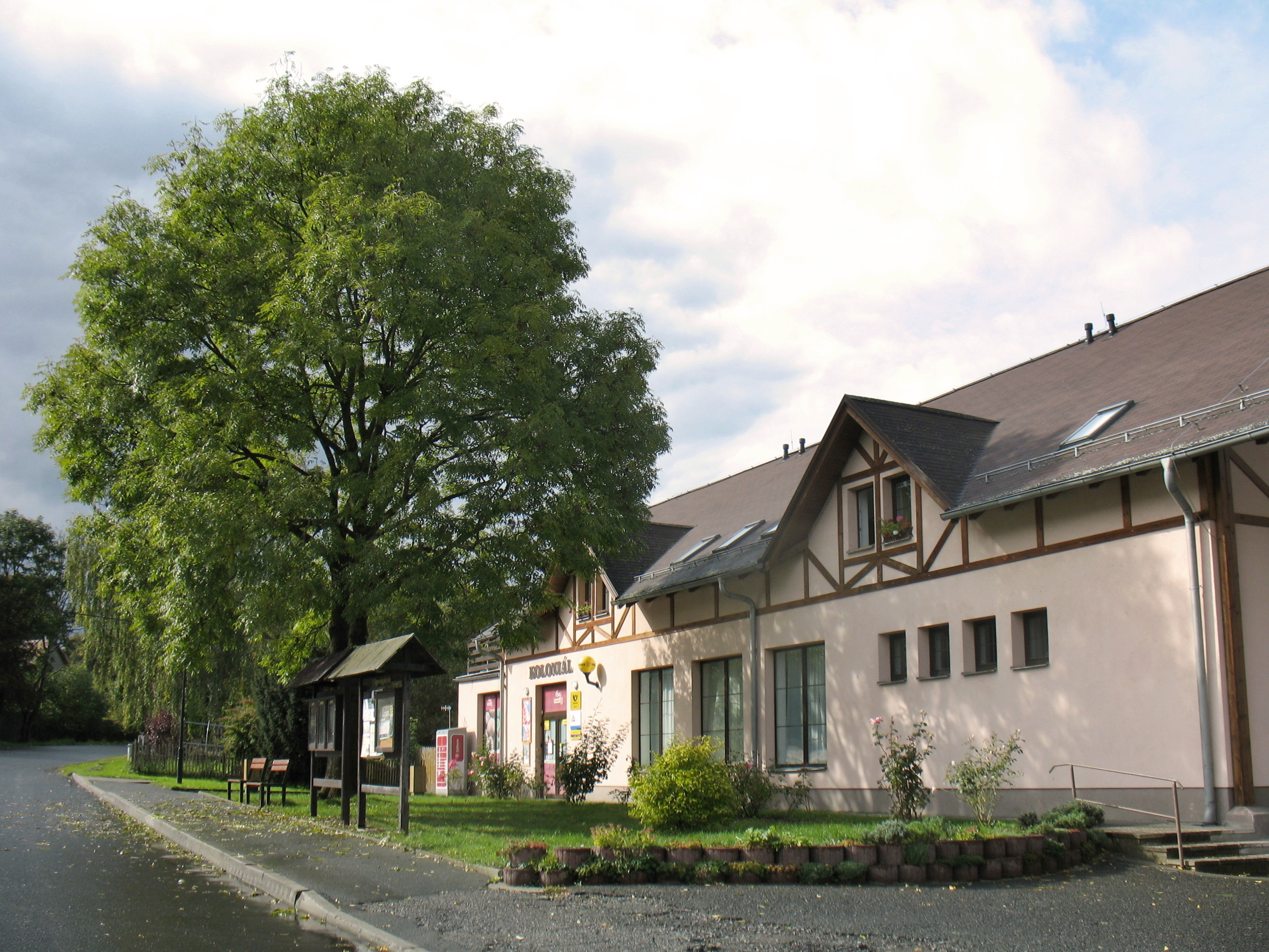
Obchod a pošta
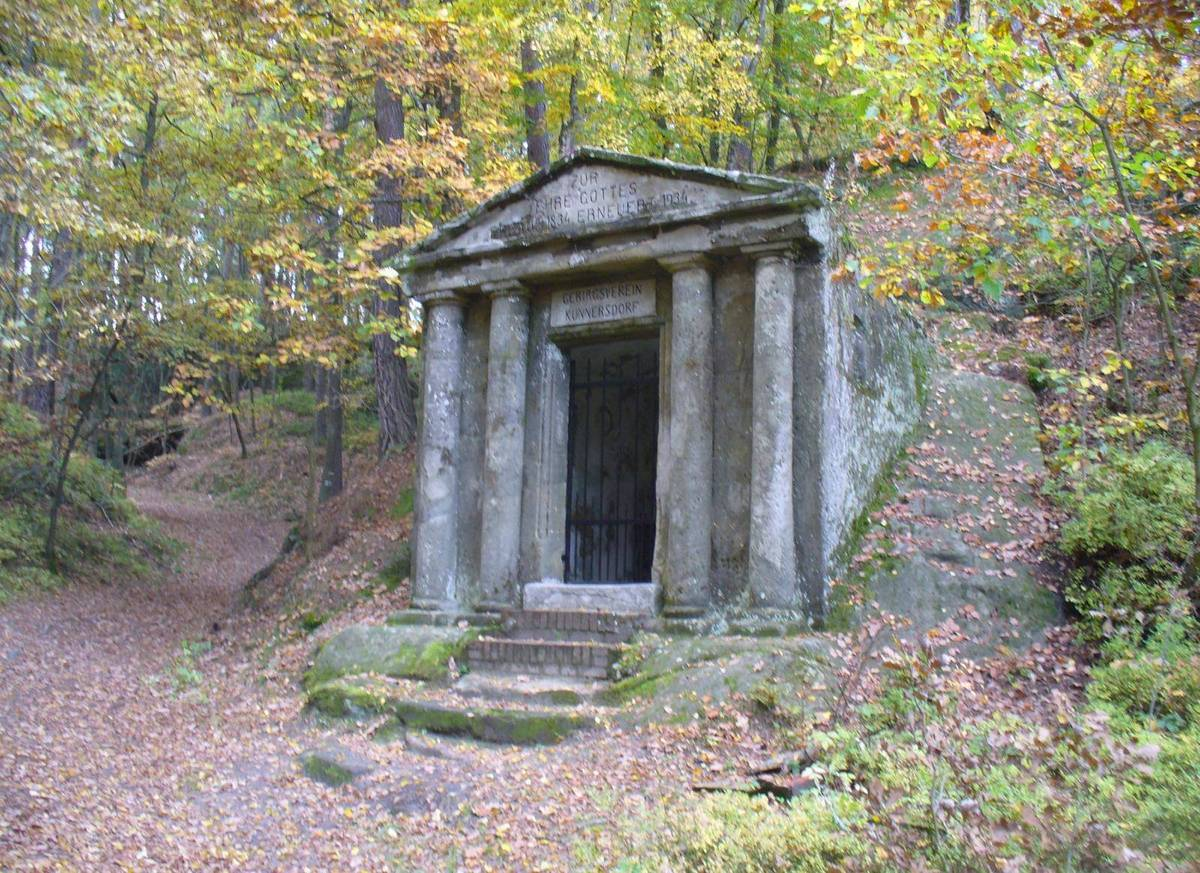
Skalní kaple z r. 1834 v lesích severně od obce